# Église Saint-Martin d'Izon
L'église Saint-Martin est une église catholique romane du XIe siècle située sur la commune d'Izon, dans le département de la Gironde, en France.

## Localisation
L'église se trouve au cœur du bourg d'Izon, sur la route départementale D242, entre Saint-Sulpice-et-Cameyrac et Vayres.

## Historique
Dans la seconde moitié du Xe siècle, Raymond Gombaud, seigneur de Vayres fait don à Odon, abbé de Saint-Jean-d'Angély, de plusieurs églises, dont celle de Saint-Martin d'Izon. Pendant le XIe siècle, la juridiction de l'église Saint-Martin parait avoir appartenu à plusieurs seigneurs laïques, dont les seigneurs de Vayres et d'Anglade, et des ecclésiastiques de Saint-Jean-d'Angély et les archevêques de Bordeaux.
L'église est le résultat d'une longue évolution qui va du XIe siècle jusqu'à 1860, époque à laquelle une très importante restauration et une modification donnent son aspect actuel.
La partie la plus ancienne, l'abside, voûtée en cul-de-four avec chevet semi-circulaire et le chœur en plein cintre, date des années 1060 - 1080. Environ un siècle plus tard, ont été construits la nef, voûtée en berceau, et un clocher-porche. La nef et le porche sont de style roman. Les deux étages de la façade ouest sont de style saintongeais. À cette époque le bâtiment avait 27,5 m de long et 5,5 m de large.
Vers la fin du XVe, début du XVIe siècle, ont été ajoutées deux chapelles qui donnaient à l'église la forme d'une croix latine.
À la fin du XVIe siècle, ces deux chapelles sont prolongées vers l'ouest, laissant ainsi le clocher seul en saillie. La largeur du bâtiment est portée à 17,5 m.
Au XVIIe siècle, un porche protégeant l'entrée est ajouté. Puis, au début du XIXe siècle, une sacristie est construite dans l'angle formé par l'abside et le bas-côté sud.
À partir de 1860, une grande restauration est entreprise. L'intérieur de l'église est totalement transformé. Il ne reste rien de l'époque romane.
Ont été ajoutées deux absidioles de part et d'autre du chœur et la sacristie a été déplacée sur le côté nord.
Sur l'ancien clocher, une flèche est construite abritant trois cloches : la grosse cloche (750 kg), fondue en 1844, la cloche moyenne, fondue en 1880 et la petite cloche, fondue en 1881.
L'ancienne croix de cimetière, qui se trouvait à l'angle de la route Saint-Sulpice-et-Cameyrac - Vayres et de la route du Port, a été déplacée devant la façade ouest de l'église.

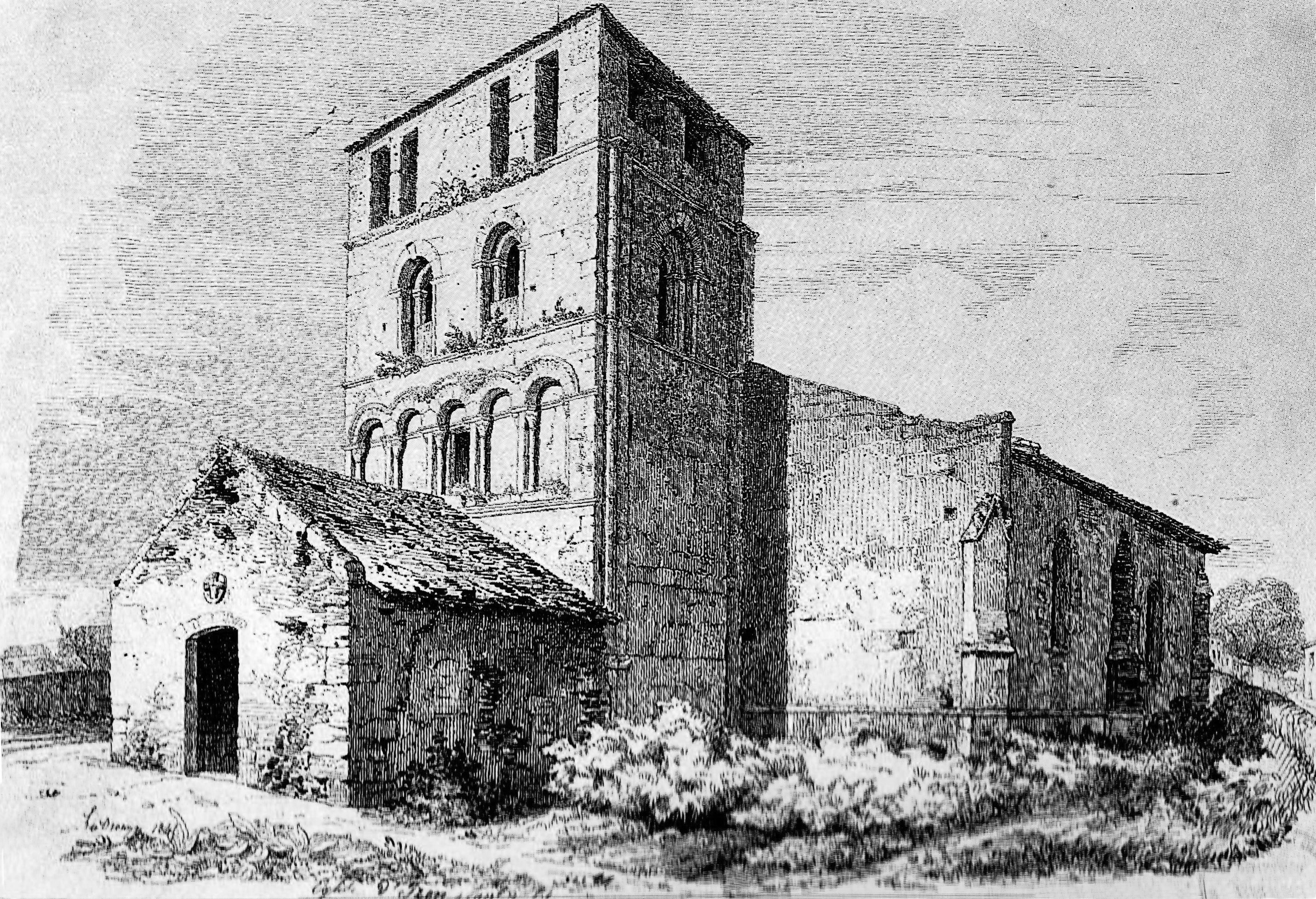
L'église avant la restauration de 1860.
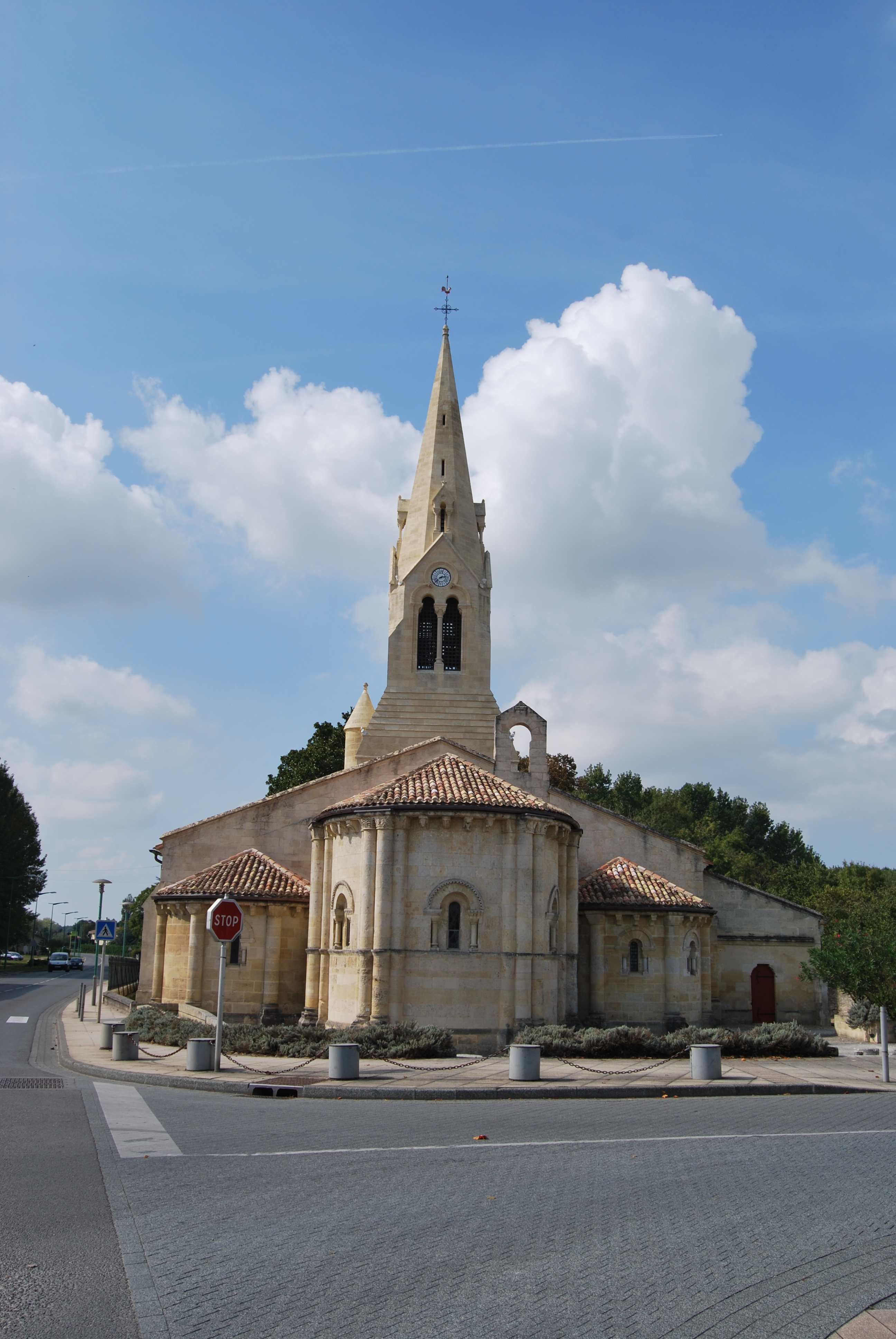
Vue du sud-est
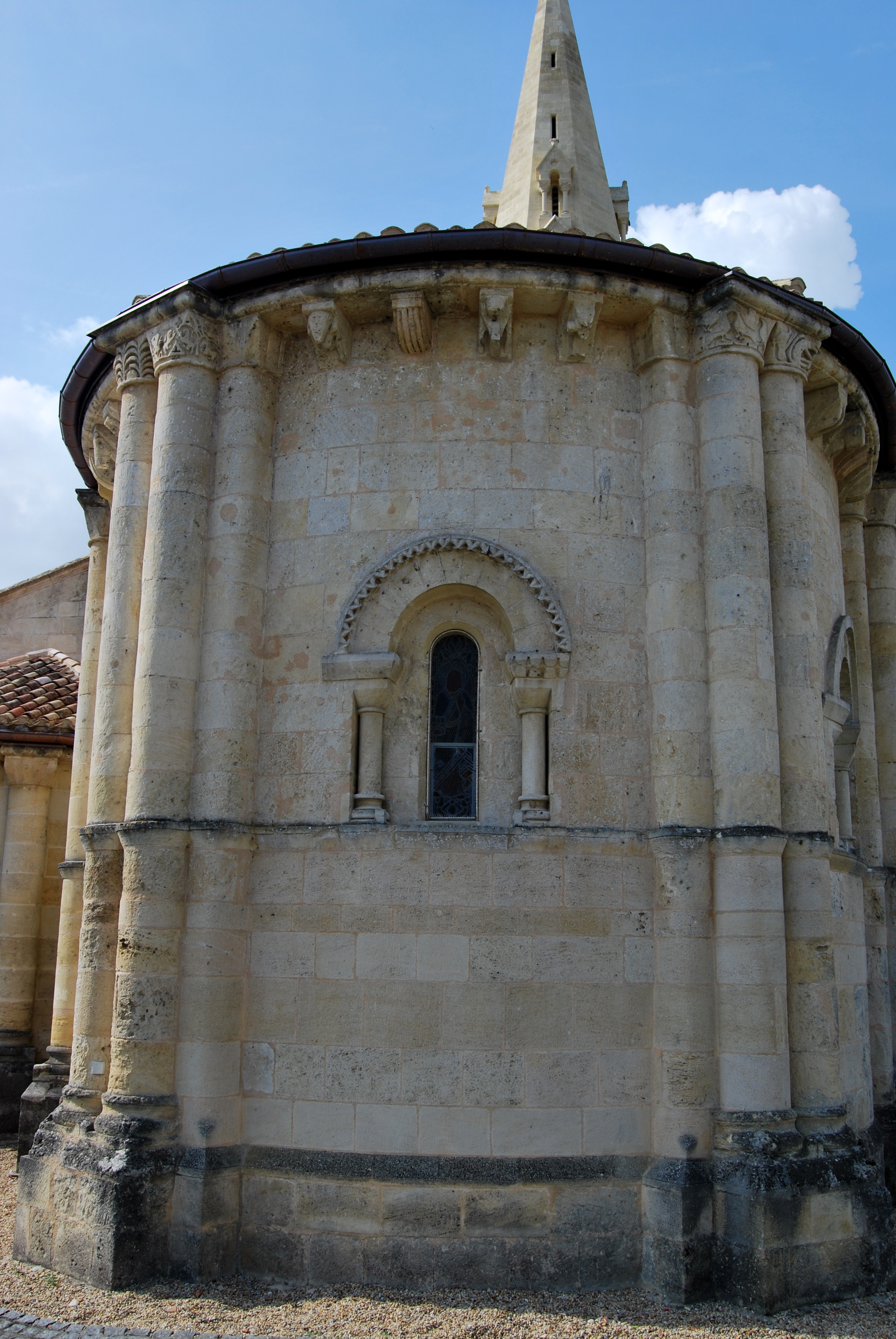
Chevet
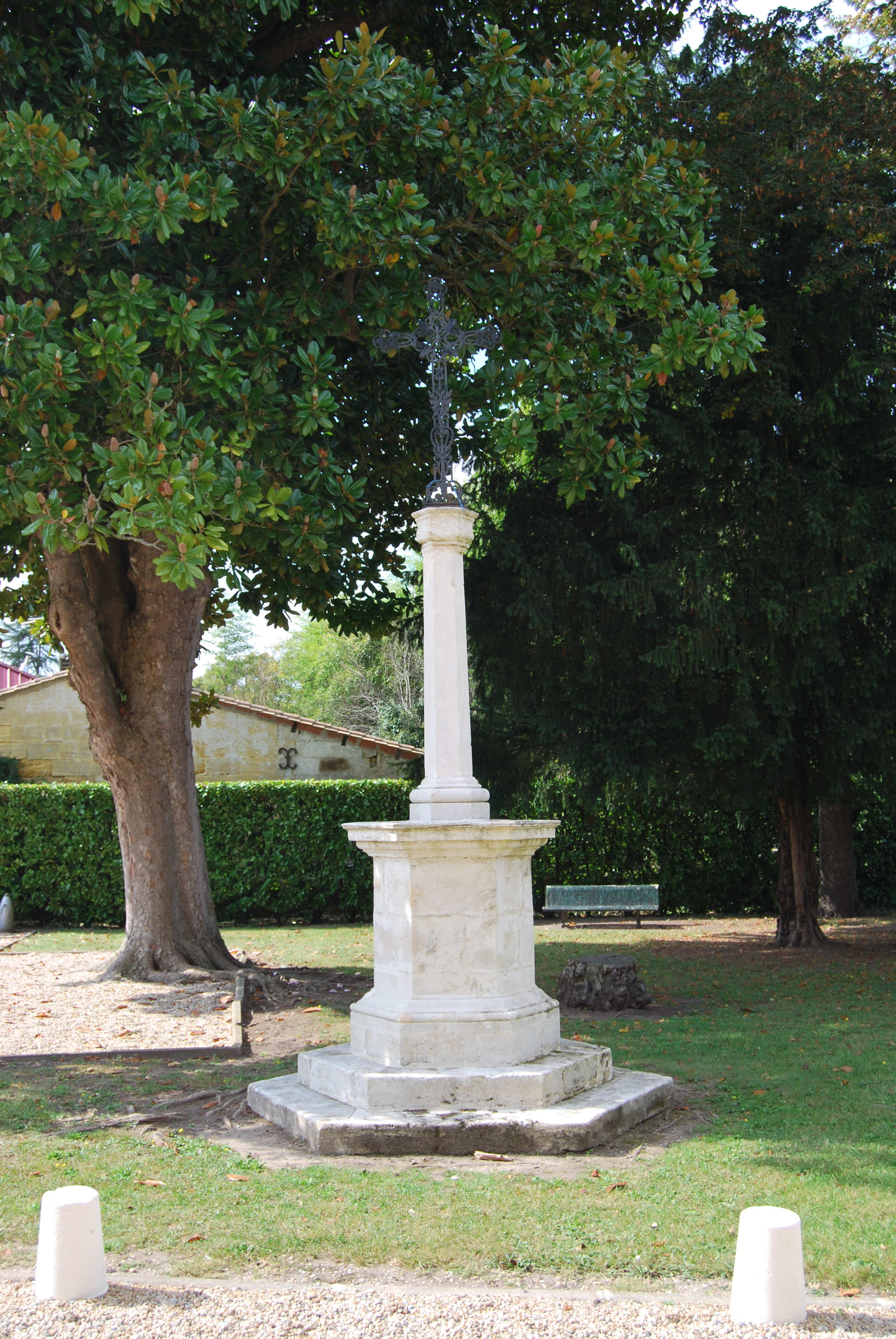
Croix de cimetière

L'édifice a été inscrit au titre des monuments historiques par arrêté du 21 décembre 1925.

## Description de l'extérieur[2]

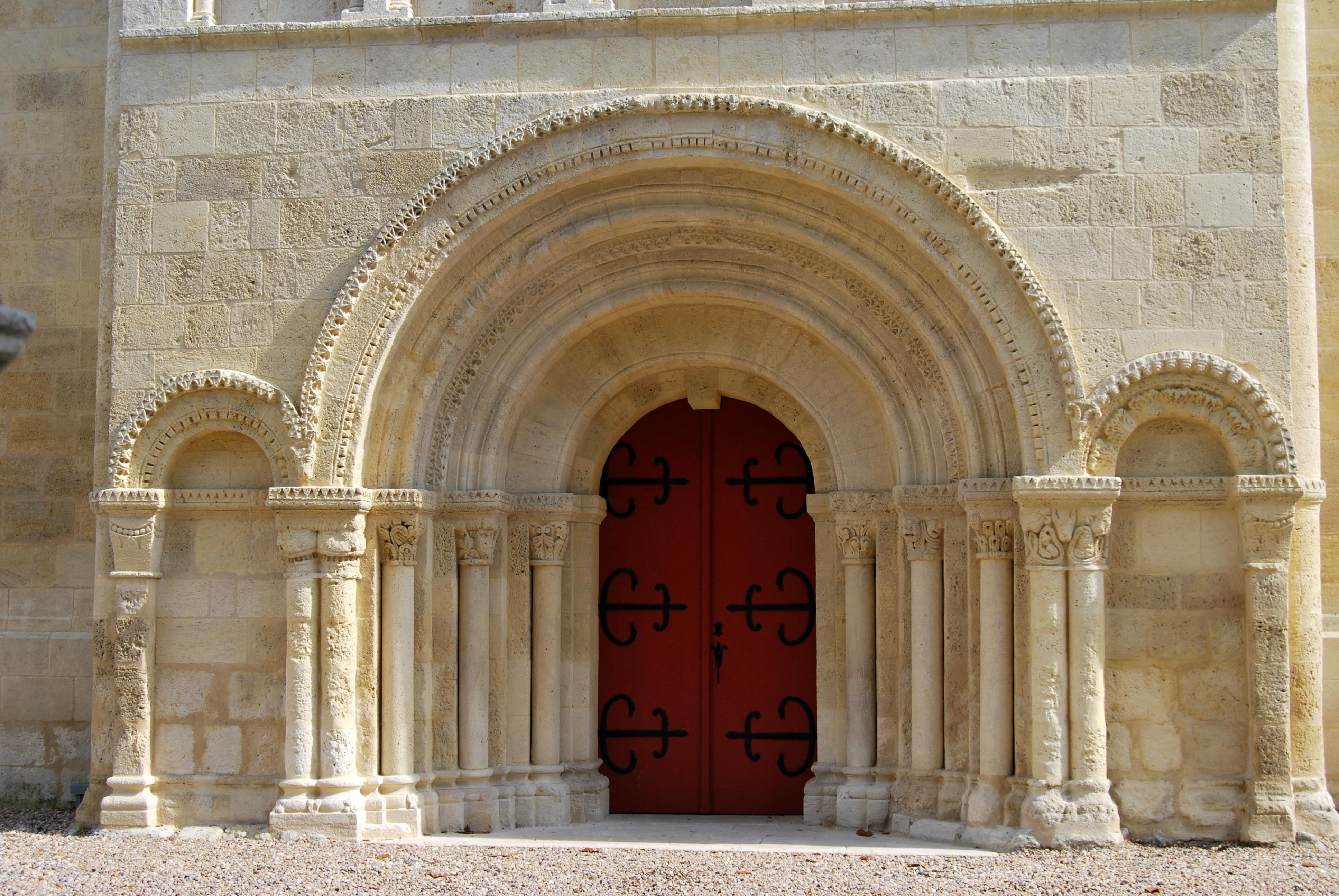
La porte

La porte s'ouvre sous cinq arcs en plein cintre et est accompagnée, de chaque côté, en retrait, d'une porte feinte de même forme. Les arcs ont pour tout ornement des tores, des dents de loup et quelques arabesques.
Quatre des arcs reposent sur des colonnes dont les chapiteaux sont couverts de sculptures décrites ci-dessous.
Les bas des colonnes s'appuient sur des socles carrés. Les parties supérieures des chapiteaux sont ornées de dents de loup et les tailloirs formés de moulures presque classiques.
Le plus étroit des arcs qui recouvre la porte retombe sur les piédroits que l'on a dégradés à une époque ancienne. Avant la restauration de 1860, sur la clé de cette petite voussure, on pouvait voir une main bénissant à la manière latine, entourée d'une auréole. Les deux colonnes, les chapiteaux et l'arc ont été remplacés et datent de 1863.
Le couvre-joint de l'arc le plus élevé se reliant à celui des portes feintes, retombe de chaque côté sur une protomé représentant une tête de mouton ou de chèvre.
L'arcade de la porte feinte du sud est couverte de feuilles d’acanthe.

### Les chapiteaux de la porte
Côté nord :
- le premier chapiteau à feuillage est moderne et a remplacé, en 1863, un ancien très abîmé ;
- le deuxième chapiteau montre un masque humain, caricaturant un chanteur au visage gonflé, mais un peu effacé, qui émerge entre deux palmettes ;
- le troisième chapiteau est à feuillage.
- le quatrième est un double chapiteau. La corbeille montre des masques démoniaques, avec ridules faciales, dents de fauve, oreilles animales, cheveux flammés, yeux globuleux ;

Ce sont des engoulants et ils symboliseraient l’entrée du Léviathan dont la bouche doit être bouchée, le plus souvent, par un bout de l’édifice. Ici, c'est la double colonne qui les bouche.
Côté sud :
- Le premier chapiteau à feuillage est moderne et a remplacé, en 1863, un ancien très abîmé.
- Le deuxième chapiteau montre trois masques. Celui du milieu est un diablotin à oreilles pointues et gros yeux qui ouvre sa gueule avec la lippe ou la langue pendante. Les deux masques latéraux conservent une physionomie plus humaine, malgré la grimace qu'ils esquissent. Peut-être les victimes du diable ?
- Le troisième chapiteau est à feuillage, avec un visage.
- Le quatrième est double. À chaque angle il y a une tête d'homme aux lèvres épaisses, vomissant des rinceaux enroulés. Au centre, se trouve le protomé d'un taureau. Entre ses cornes un disque qui rappelle le « disque d'Isis », donc un symbole d’idolâtrie et du paganisme.

Le thème de cracheurs de lianes ou Homme vert est très ancien. À l'époque romane, sur les églises, ils étaient malfaisants en raison du flot de paroles mensongères qui sort symboliquement de leur bouche.

### Les chapiteaux et les modillons du chevet
Colonnes sud : Sur la corbeille de droite, deux lions héraldiques dos à dos sur la face principale et  trois lions sur la face latérale. Sur la corbeille de gauche, il y a deux palmiers.
Colonnes nord : Sur la corbeille de gauche, deux paires d'oiseaux sont disposées en vis-à-vis et un cinquième est placé au début de la corbeille adjacente qui présente un lion bicorporé, c'est-à-dire deux corps de lions qui partagent une tête unique qui ouvre une gueule béante.
Les modillons romans sont sous la corniche, entre les colonnes de la façade est du chevet.
On retrouve exactement la même combinaison de modillons, qui dénonce les plaisirs de la chair, sur l'église Saint-Roch de Saint-Sulpice-et-Cameyrac, le village voisin.
Léo Drouyn décrivait l'église en 1874.

## Description de l'intérieur de l'église
Toute la décoration et le mobilier datent de la reconstruction de 1860.
Les corbeaux sont nombreux. On y voit des plantes, des animaux, le pape, l'évêque, le curé, le sacristain, etc.
Sur les chapiteaux, on voit des animaux, des plantes, la tentation d’Ève et d'Adam, le sacrifice d'Isaac, le Christ en majesté, saint Martin en soldat.
L'absidiole de gauche, de teinte dominante rose, est dédiée à la Vierge Marie. L'autel représente trois épisodes de sa vie : l’Annonciation, la Nativité et la Fuite en Égypte.
La voûte de l'abside s'orne d'un médaillon qui représente le principe de la Trinité.
L'autel majeur est en pierre et le décor de plâtre aluné.
L'absidiole de droite, de teinte dominante bleue, est dédiée à saint Joseph. Le bas-relief sur l'autel représente la Cène.
Les vitraux représentent Jésus-Christ au centre, le Tétramorphe (taureau de Luc, ange de Mathieu, lion de Marc  et aigle de Jean), St Pierre et St Paul.
L'église contient des statues en plâtre peintes : sainte Jeanne d'Arc, saint Antoine de Padoue, saint Laurent; sainte Thérèse d'Avila, saint Martin de Tours, Notre-Dame de Lourdes, le Sacré-Cœur de Jésus, Jésus ouvrier, la médaille miraculeuse.
La Chaire à prêcher, adossée au pilier septentrional, est constituée d'un pentagone en pierre, soutenu par un ange. Elle est divisée en compartiments dans lesquels sont encastrés des panneaux de bois sculptés du XVIIe siècle, représentant des épisodes de la vie du Christ : l'Annonciation, le baiser de Judas, la Flagellation et la Résurrection.

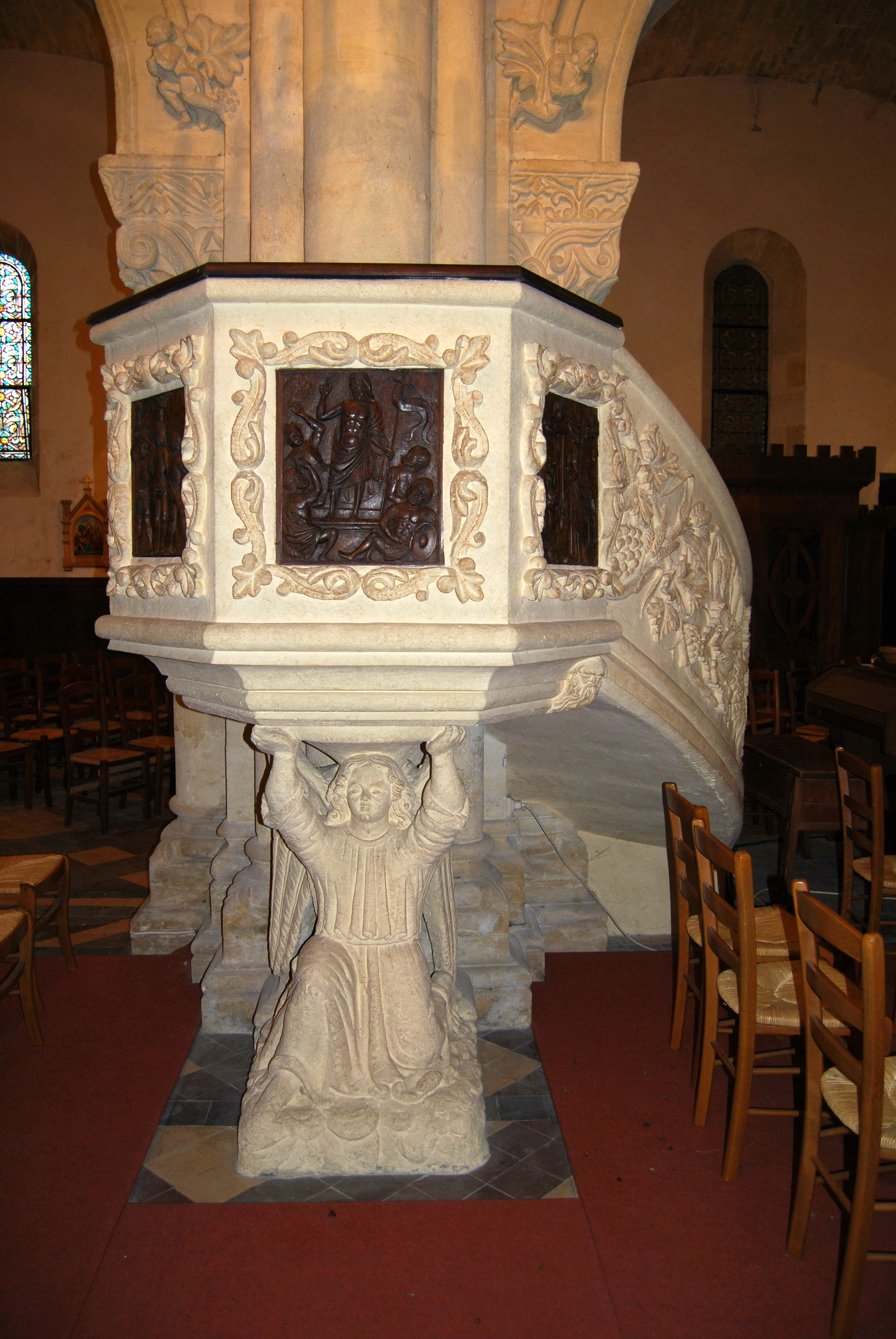
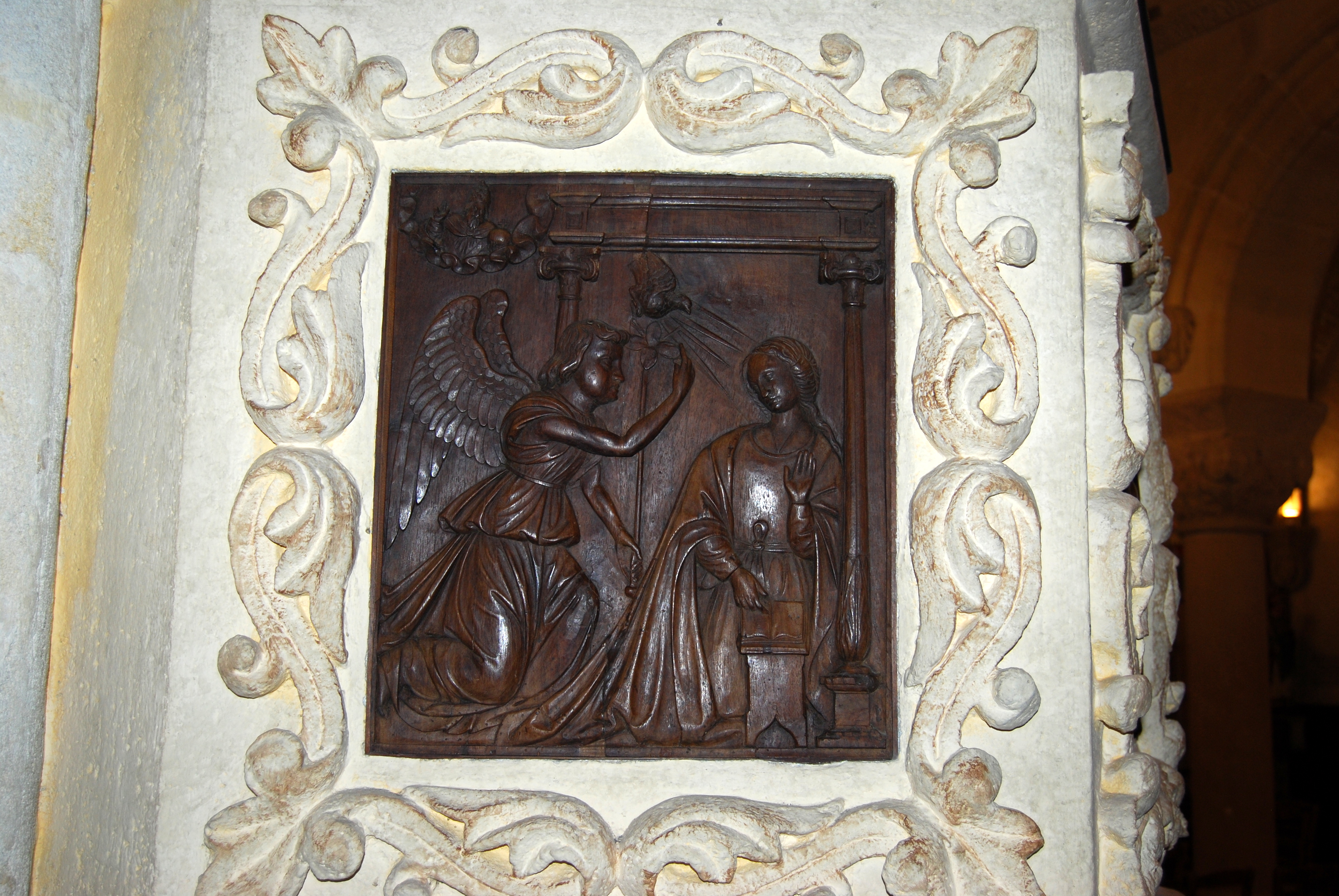
L'Annonciation
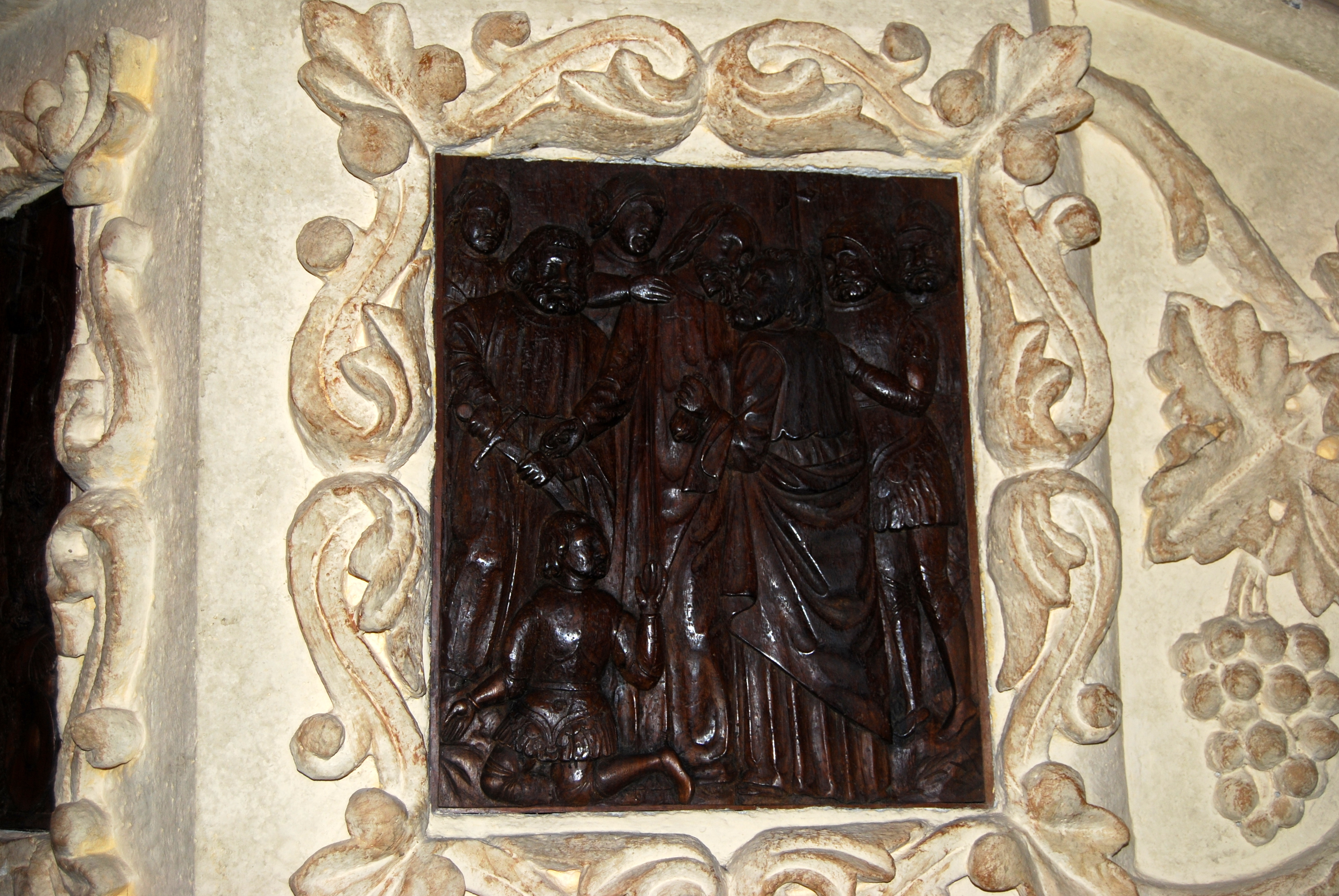
Le baiser de Judas
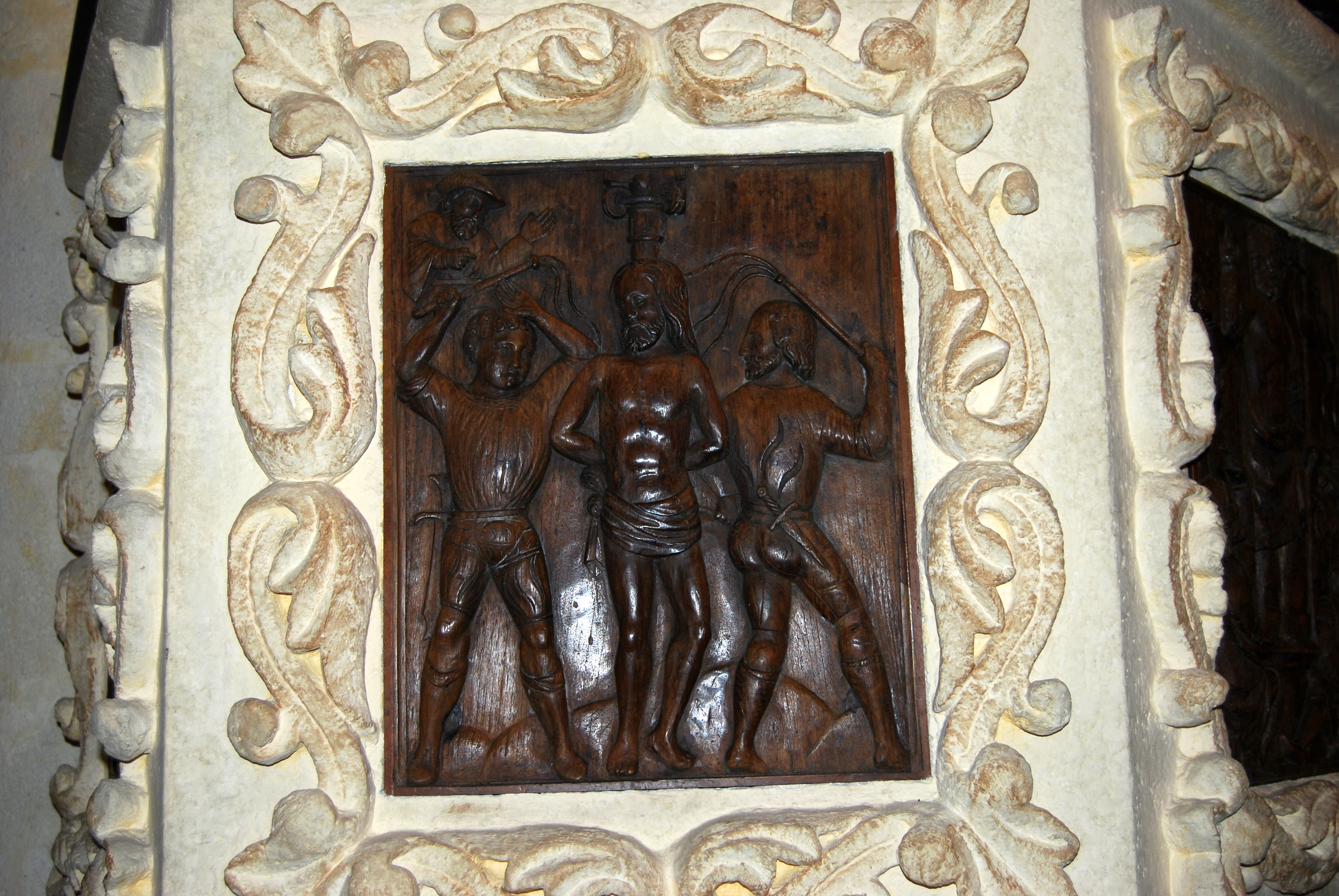
La Flagellation
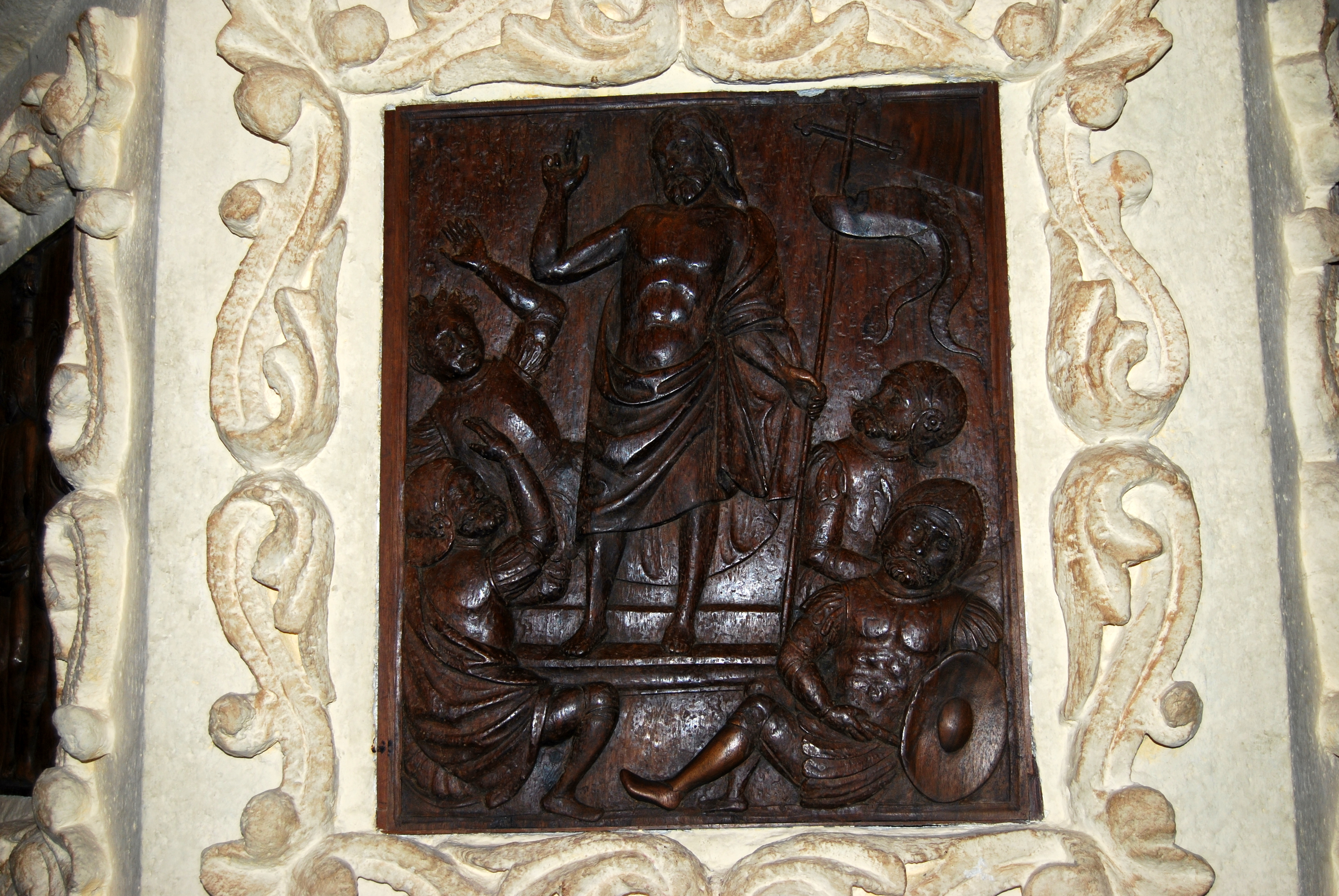
La Résurrection

Le sous-sol de l'église renferme une cinquantaine de sépultures, car, jusqu'à la Révolution, les nobles avaient le droit de se faire enterrer sous le banc qui leur était réservé dans l'église.